# Laura Squizzato
Laura Squizzato (Brescia, 17 febbraio 1975) è una giornalista e conduttrice televisiva italiana.

## Biografia
Laureata in Lettere Antiche, dopo i primi anni come giornalista nei quotidiani e nelle televisioni locali, si trasferisce a Milano e poi a Roma, dove attualmente vive con la sorella gemella Silvia, con cui ha condiviso praticamente tutto, dalle passioni alle esperienze lavorative.
Dal 2006 lavora in Rai come conduttrice ed inviata di programmi di vario genere; nel 2008 e 2009 conduce con la sorella Silvia una rubrica che racconta curiosità e storie divertenti di persone normali e di personaggi noti nel programma di Rai Due Insieme sul Due.
Dal 2009 conduce fino a giugno 2014 con la sorella gemella i collegamenti in diretta dai comuni italiani in gara nel programma di Rai 2 Mezzogiorno in famiglia, condotto da Amadeus con la regia di Michele Guardì.
Sempre con la sorella Silvia debutta nel cinema nel 2011 con il film Gianni e le donne di Gianni Di Gregorio, prodotto da Bibi film e distribuito da 01.
Nel 2012 torna al cinema nel film di Fausto Brizzi Com'è bello far l'amore, sempre in compagnia della sorella Silvia.
È autrice con la sorella Silvia del libro di cucina “I nostri dolci light” (Gribaudo editori, ottobre 2012)  e di un libro sui gemelli, “Doppia vita, Il linguaggio segreto dei gemelli” (Mondadori, maggio 2015).
Dal 2014 con la sorella ha un blog www.doppiavita.tv che si occupa di cinema, teatro, moda ed eventi.
Da settembre 2016 lavora come inviata nel programma I fatti vostri, condotto da Giancarlo Magalli su Rai 2.
Ha collaborato come giornalista a La Gazzetta di Brescia, Bresciaoggi, Telelombardia, Vero, Corriere della Sera, D-La Repubblica delle donn, La Prealpina e Omnimilano.
Nel 2021, come la sorella Silvia, diventa redattrice ordinaria del Tg2, inserita nella redazione «Scienze».

## Filmografia

### Cinema
- Gianni e le donne, regia di Gianni Di Gregorio (2011)
- Com'è bello far l'amore, regia di Fausto Brizzi (2012)

## Riconoscimenti
- Premio Nazionale di Giornalismo e critica d'arte Sulmona nel 2008 per la trasmissione Aprirai;
- Premio "Silvio Gigli" San Gusmè 2010;
- Premio Ampolla d'oro 2010 a Siena per l'aspetto enogastronomico seguito durante il programma Mezzogiorno In famiglia.
- Secondo premio c dell'ottava edizione del Premio Letterario Internazionale Città di Cattolica per il libro Doppia Vita, Il linguaggio segreto dei gemelli.